# Vester Nebel Kirke (Kolding Kommune)
 For alternative betydninger, se Vester Nebel Kirke. (Se også artikler, som begynder med Vester Nebel Kirke)
Vester Nebel Kirke er en kirke i  Vester Nebel, ca. 5 km nordvest for Kolding. Kirken er bygget i romansk stil tilbage i middelalderen, og består af et kor, et skib og et tårn.
Kirkens kor og skib er bygget af rå granit på en tilhugget sokkel i middelalderen samt et tårn af munkesten i senmiddelalderen, og i 1945 fik kirken sit våbenhus. 
Kirkens ældste inventarstykke er den romanske døbefont af granit. Prædikestolen er fra 1570. Kirkens gamle altertavle er fra 1570, og den nye er fra 1889, og består af et maleri af Kristus og Peter på søen. Kirkebænkene er fra omkring år 1800.